# Leysse
Leysse – rzeka we Francji, przepływająca przez teren departamentu Sabaudia, o długości 28,5 km. Uchodzi do jeziora Bourget. 
Leysse przepływa przez miasto Chambéry.